# Michael Meeks
Michael Alexander Meeks (Kingston, 23 febbraio 1972) è un ex cestista e allenatore di pallacanestro tedesco naturalizzato canadese.

## Carriera
Con il Canada ha disputato i Giochi olimpici di Sydney 2000, due edizioni dei Campionati mondiali (1998, 2002) e quattro dei Campionati americani (1995, 1997, 1999, 2001).

## Palmarès
- Coppa di Croazia: 1

Zadar: 2003
- Coppa della Repubblica Ceca: 1

ČEZ Nymburk: 2007
- Lega Adriatica: 1

Zadar: 2002-03
- EuroChallenge: 1

BG 74 Gottingen: 2009-10